# Trinh Ý Công chúa (nhà Triều Tiên)
Trinh Ý Công chúa (貞懿公主, 1415 - 11 tháng 2, 1477) là công chúa nhà Triều Tiên, vương thứ nữ của Triều Tiên Thế Tông và Chiêu Hiến Vương hậu Thẩm thị, em gái của Triều Tiên Văn Tông và chị gái của Triều Tiên Thế Tổ. Tên thời thiếu không rõ. Sau nhận chính thất phu nhân Phác thị (朴氏) của Khánh Xương Phủ Doãn (慶昌府尹) Liễu Hán (柳漢) làm dưỡng mẫu.

## Cuộc sống
16 tháng 8 năm 1415, Vương phi Thẩm thị hạ sinh công chúa, năm 1428, (Thế Tông thứ 10), sắc phong làm Trinh Ý Công chúa (貞懿公主) rồi hạ giạ lấy Diên Xương úy (延昌尉)  Trúc Thành quân (竹城君) An Mạnh Đam (安孟聃), con trai của Quan sát sử An Vọng Chi (安望之). Khi Thế Tông Đại vương có ý định sáng lập nên một hệ thống chữ viết riêng cho Triều Tiên mà sau này gọi phổ biến là Hangul, bà cũng cùng với Thủ Dương Đại quân (sau là Triều Tiên Thế Tổ) và An Bình Đại quân giúp đỡ ông. Năm 1649, Duệ Tông nguyên niên, cho ra cuốn Địa Tạng Bồ Tát Bổn nguyên kinh (地藏菩薩本願經) để cầu nguyện cho chồng sau cái chết của ông. Cuốn sách hiên trở thành một trong những bảo vật của Đại Hàn Dân quốc. Nổi tiếng là tốt bụng và có công không ít trong việc sáng lập ra hệ chữ Hangul được dùng như chữ quốc ngữ ở Triều Tiên và Hàn Quốc hiện đại, bà là một trong số những công chúa nổi tiếng nhà Triều Tiên.
Trinh Ý Công chúa thường được nhắc đến nhiều trong Trúc Sơn An thị Đại đồng phả (竹山安氏大同譜) và một số ghi chép khác về việc có công trong việc hoàn tất quyển Huấn dân chính âm (訓民正音).

## Gia quyến
Hoàng tộc Toàn Châu Lý thị (全州 李氏) 
- Nội tổ phụ: Triều Tiên Thái Tông
- Nội tổ mẫu: Nguyên Kính Vương hậu Ly Hưng Mẫn thị (驪興 閔氏, 1365 - 1420)
  - Phụ vương: Triều Tiên Thế Tông
- Ngoại tổ phụ: Lãnh nghị chính phủ sự (領議政府事) Thanh Châu Phủ viện quân (靑川府院君) Thẩm Ôn (沈溫, 1375 - 1418)
- Ngoại tổ mẫu: Tam Hàn Quốc Đại phu nhân (三韓國大夫人) Thuận Hưng An thị (順興 安氏, ? - 1444), con gái của Lãnh Đông Ninh (領敦寧) An Thiên Bảo (安天保, 1339 - 1425)
  - Mẫu hậu:Chiêu Hiến vương hậu Thanh Tùng Thẩm thị (靑松 沈氏, 1395 - 1446)
    - Vương tỷ: Trinh Chiêu Công chúa (1412 - 1424)
    - Vương huynh: Triều Tiên Văn Tông (1414 - 1452)
      - Vương điệt nữ: Kính Huệ Công chúa (1436 - 1474)
      - Vương điệt tử: Triều Tiên Đoan Tông (1452 - 1455)

    - Vương đệ: Triều Tiên Thế Tổ (1417 - 1468)
      - Vương điệt: Triều Tiên Duệ Tông (1450 - 1469)

    - Vương đệ: An Bình Đại quân Lý Dung (李瑢, 1418 - 1453)
    - Vương đệ: Lâm Doanh Đại quân Lý Cầu (李璆, 1420 - 1469)
    - Vương đệ: Quảng Bình Đại quân Lý Dư (李璵, 1425 - 1444)
    - Vương đệ: Cẩm Thành Đại quân Lý Du (李瑜, 1426 - 1457)
    - Vương đệ: Bình Nguyên Đại quân Lý Lâm (李琳, 1427 - 1445)
    - Vương đệ: Vĩnh Ưng Đại quân Lý Diễm (李琰, 1434 - 1467)

Trúc Sơn An thị (竹山 安氏)
- - Chương phụ: Tặng (贈) Hữu nghị chính (右議政) An Vọng Chi (安望之, ? - 1424)
  - Chương mẫu: Trinh Kính phu nhân (貞敬夫人) Nguyên Châu Nguyên thị (原州 元氏)
  - Thân chương mẫu: Trang Tín Trạch chúa Hà Dương Hứa thị (莊信宅主 河陽 許氏, ? - 1459), con gái của Hứa Chi Tín (許之信)
    - Phò mã: Diên Xương quân (延昌君) Lương Hiếu công (良孝公) An Mạnh Đam (安孟聃, 1415 - 1462)
      - Trưởng nam: An Như Thát (安如獺)
        - Đích tôn: An Nguyên Khanh (安元卿)

      - Thứ nam: An Ôn Toàn (安溫泉)
        - Tôn tử: An Ngạn Khanh (安彥卿)
        - Tôn nữ: An thị (安氏), hạ giá lấy Trịnh Thượng Tổ (鄭尙祖), người ở Hà Đông, con trai của nho sĩ nổi tiếng Trịnh Lân Chỉ (鄭麟趾)

      - Nam: An Tang Kê (安桑鷄)
        - Tôn tử: An Mộng Khanh (安夢卿)[4]

      - Nam: Trí Trung khu Phủ sự (知中樞府事) Di Bình công (夷平公) An Bần Thế (安貧世, 1445 - 1478)
        - Tôn tử: An Thư Thành(?)

      - Trưởng nữ: An thị (安氏), hạ giá lấy Trịnh Quang Tổ (鄭光祖), người ở Hà Đông, con trai của Trịnh Lân Chỉ.
      - Thứ nữ: An thị (安氏), hạ giá lấy Hàn Trí Lễ (韓致禮, 1441 - 1499), người ở Thanh Châu, con trai của Hàn Xác (韓確, 1400 - 1456)

## Trong văn hóa đại chúng

### Drama
- Được diễn bởi Hwang Jung-eum trong Đại vương Thế Tông KBS 2008

### Văn học
- 《Trinh Ý Công chúa》, Hansojin, Nhà xuất bản Haenaem, 2011, ISBN 9788965743057